# Operació País de les Meravelles
L'Operació País de les Meravelles (alemany: Unternehmen Wunderland) va ser una operació a gran escala portada a terme a l'estiu de 1942 per la Kriegsmarine durant la Segona Guerra Mundial a les aigües de la Ruta del Mar del Nord, prop de l'oceà Àrtic. Els alemanys sabien que molts vaixells de la Marina soviètica s'havien refugiat al mar de Kara, donada la protecció que els gels oferien durant deu mesos a l'any. L'operació naval per penetrar al mar de Kara durant l'estiu per destruir tants vaixells soviètics com fos possible va ser anomenada "Operació Wunderland".
El 6 d'agost de 1942, el creuer pesat Admiral Scheer, a les ordres del Kommodore Wilhelm Meendsen-Bohlken, va salpar del mar de Barents. Amb ell anaven els U-boots U-601 (Kapitänleutnant Peter-Ottmar Grau) i el U-251 (Kapitänleutnant Heinrich Timm), així com els destructors Friedrich Eckoldt, Erich Steinbrinck i Richard Beitzen.

## Mar de Kara
El 19 d'agost, la flota alemanya es va dirigir cap al cap Jelaniia i penetrà al mar de Kara, que estava lliure de gel durant el breu estiu.
El 20 d'agost, l'hidroavió Arado Ar 196 a bord de l'Admiral Scheer es dirigí cap a l'illa de Kravkova a les illes Mona i descobrí 3 grups de vaixells soviètics allà, amb els trencaglaços Lenin i Krasin entre ells. La boira i els trossos de gel, però, van fer que la flota alemanya no s'hi pogués atansar. Quan van arribar finalment a les illes Mona, els vaixells soviètics ja havien marxat. L'Admiral Scheer es dirigí cap al nord-est, avançant cap a l'arxipèlag Nordenskiöld.
Malgrat aquest primer pas en fals, el 24 d'agost el U-601 enfonsà el vapor Kuybyshev (2.332 BRT). El 25, l'Admiral Scheer caigué sobre el trencaglaç Sibiriakov (a les ordres del capità Kacharev), al nord-oest de la costa de l'illa Russki, a la punta nord de l'arxipèlag Nordenskiöld. Després d'oposar resistència, el Sibiriakov va ser enfonsat després d'una batalla desigual.
Buscant combois soviètics per destruir, l'Admiral Scheer tornà cap a les illes Mona, però en no trobar-hi cap vaixell, tornà de nou cap a l'arxipèlag Nordenskiöld, intentant assetjar les dues rutes de combois que s'originaven a l'estret de Vilkitski. Com que no podia trobar cap presa, l'Admiral Scheer decidí dirigir-se cap al sud-est, cap a l'illa Dikson per tal d'atacar les instal·lacions militars soviètiques. Amb els seus poderosos canons, provocà destrucció a les instal·lacions costaneres, danyant greument els vaixells Dezhnev (SKR-19) i Revolutsioner, que estaven ancorats al port. Finalment, el 30 d'agost l'Admiral Scheer tornà cap a Narvik.
El 8 de setembre, el U-251 destruí una estació meteorològica soviètica a l'illa Uèdinenia amb foc d'artilleria.

## Mar de Barents
Entre els vaixells de la Kriegsmarine que operaven al mar de Barents durant l'operació "Wunderland", el submarí U-209 (Kapitänleutnant Heinrich Brodda) va enfonsar el 17 d'agost un comboi de transport de l'NKVD, compost pels transports Nord i Komsomolets, així com els vaixells Sh-III i P-IV, a l'oest de l'estret de Iugorski. Aparentment a bord hi havia 328 presoners polítics de l'NKVD, dels quals 305 van morir a causa de l'artilleria o ofegats. Mentrestant, el 20 d'agost, el U-456 (Kapitänleutnant Max-Martin Teichert) va intentar enfonsar al Feodor Litke (SKR-18) amb torpedes, però sense èxit.
D'altres submarins (el U-255 i el U-209) van emergir i van bombardejar objectius soviètics a Mis Jelaniia i a Khodovarikha, el 25 i el 28 d'agost.

## Conclusió
L'Operació Wunderland només va tenir un èxit moderat. Donades les males condicions climatològiques i l'abundància d'icebergs, els vaixells participants a Wunderland no van aventurar-se més enllà de l'estret de Vilkitski. Per tant, la campanya de la Kriegsmarine només afectà al mar de Barents i el mar de Kara. A mitjans de setembre va haver d'abandonar-se per la congelació de la superfície marina, especialment al mar de Kara que es congela molt abans perquè no està afectat pels corrents atlàntics.